# Esteban Leyva
Esteban A. Leyva Espinosa es un pintor, cubano, nacido en La Habana el 4 de junio de 1957. Es egresado del Instituto Superior de Arte en La Habana en 1982, Licenciatura en pintura Mural. En 1976 Graduado de la Academia Nacional de Bellas Artes de San Alejandro. Profesor y jefe de Cátedra de Pintura y Composición de la Escuela Nacional de Arte (ENA) de 1981-1993.

## Biografía
Algunas obras murales del artista se encuentran emplazadas en varios centros importantes de su país, como hoteles, hospitales y museos. Obtuvo primer lugar en pintura en 1986 a nivel nacional, en un certamen auspiciado por la Universidad de La Habana y el Museo Nacional de Bellas Artes. Su pintura integra colecciones privadas de conocedores del arte en más de veinte países.
Como recurso plástico principal, usa la composición, dando a su mensaje de vida una apariencia feliz de color, calidad, tenacidad y vigor. En su pintura participa en los espacios de arte contemporáneo.